# Pavel Kuznecov (sollevatore)
Pavel Viktorovič Kuznecov (in russo Павел Викторович Кузнецов?; Strunino, 10 luglio 1961) è un ex sollevatore sovietico campione olimpico, mondiale ed europeo, che ha gareggiato nella categoria dei pesi massimi primi (fino a 100 kg.).

## Carriera
Nel 1983 vinse il suo primo campionato nazionale sovietico e lo stesso anno fu convocato ai campionati mondiali ed europei di Mosca, dove vinse la medaglia d'oro con 422,5 kg. nel totale, stesso risultato del 2º classificato, il connazionale Aleksandr Popov, entrambi davanti al polacco Andrzej Komar (407,5 kg.).
L'anno seguente vinse la medaglia d'oro ai campionati europei di Vitoria con 400 kg. nel totale, davanti al cecoslovacco Miloš Čiernik (390 kg.), ma non poté partecipare alle Olimpiadi di Los Angeles 1984, dove sarebbe stato uno dei principali favoriti al titolo olimpico, a causa del boicottaggio di quei Giochi Olimpici deciso dai Paesi dell'Est europeo.
Nel 1985 ottenne la medaglia d'argento ai campionati mondiali di Södertälje con 407,5 kg. nel totale, battuto dall'ungherese Andor Szanyi (415 kg.).
Due anni dopo vinse la medaglia di bronzo ai campionati europei di Reims con 410 kg. nel totale e, qualche mese dopo, riuscì a ritornare ai suoi massimi livelli, vincendo la medaglia d'oro ai campionati mondiali di Ostrava con 422,5 kg. nel totale.
Nel 1988 prese parte alle Olimpiadi di Seul, confermandosi come il migliore sollevatore al mondo della sua categoria e conquistando la medaglia d'oro con 425 kg. nel totale, battendo il rumeno Nicu Vlad (402,5 kg.) e il tedesco occidentale Peter Immesberger (395 kg.).
L'anno successivo Kuznecov non andò oltre la medaglia di bronzo ai campionati mondiali ed europei di Atene con 400 kg. nel totale, dietro al bulgaro Petăr Stefanov (415 kg.) e a Nicu Vlad (412,5 kg.).
Kuznecov si ritirò dalle competizioni nel 1991 e diventò allenatore di sollevamento pesi e dirigente sportivo.
Nel corso della sua carriera di sollevatore stabilì tre record del mondo nella prova di slancio.